# Estádio André Avelino
O Estádio André Avelino, mais conhecido como Estádio Andrezão, é um estádio de futebol localizado na cidade de Canindé de São Francisco, no estado de Sergipe, pertence ao Governo Municipal e tem capacidade para 2.200 pessoas. É utilizado como mando de campo para os jogos do clube local, o Clube Desportivo de Canindé do São Francisco.

## Características
O estádio, apesar de possuir pequena capacidade, é elogiado como um dos mais bem cuidados de Sergipe. Tal percepção é visível por quem transita pela principal via da cidade de Canindé de São Francisco e condiz com a impressão que os visitantes dos mais diversos estados brasileiros têm ao visitar os cânions do Rio São Francisco, quando notam a limpeza e organização presente na cultura do povo local.